# KSnapshot
KSnapshot je počítačový program pro snímání obrazovky, který je součástí grafického uživatelského prostředí KDE a je tedy postaven na knihovně Qt.

## Vlastnosti
- K snímání lze vybrat nejen celou obrazovku, okno a myší označenou oblast, ale dokonce i část okna (například nástrojovou lištu, editační pole,…). Tato část okna je programem detekována automaticky.
- Samozřejmostí je možnost nastavení prodlevy.
- Vytvořené snímky dokáže program ukládat ve více než 10 formátech.